# Gullpucken
Gullpucken är en hedersutmärkelse som tilldelas årets bästa norska ishockeyspelare. Priset har delats ut årligen sedan 1959 och bakom står Norges Ishockeyförbund.

## Segrare

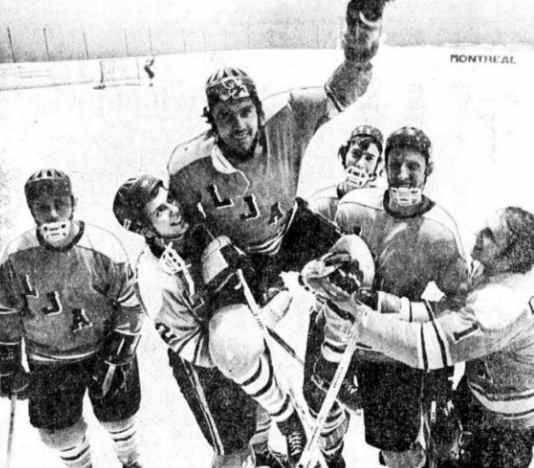
Steinar Bjølbakk fick Gullpucken 1970 och 1972.

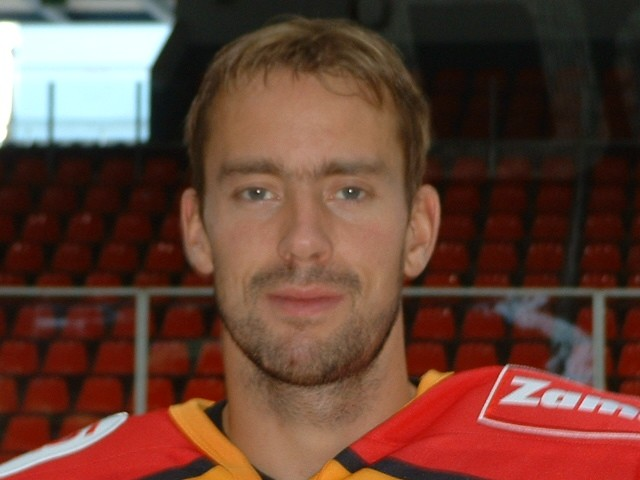
Tore Vikingstad fick Gullpucken 2006.

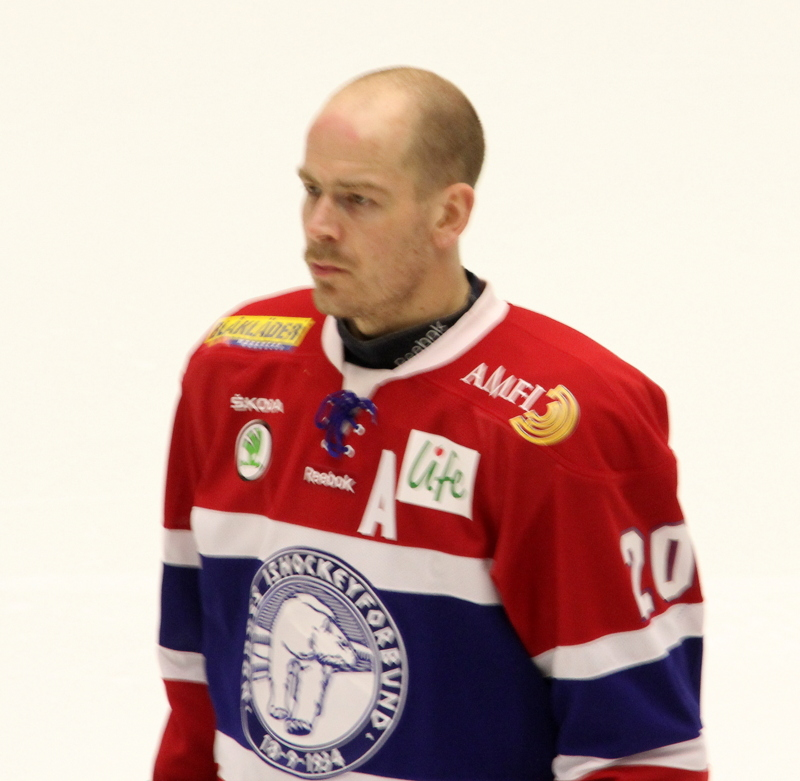
Anders Bastiansen fick Gullpucken 2007 och 2011.

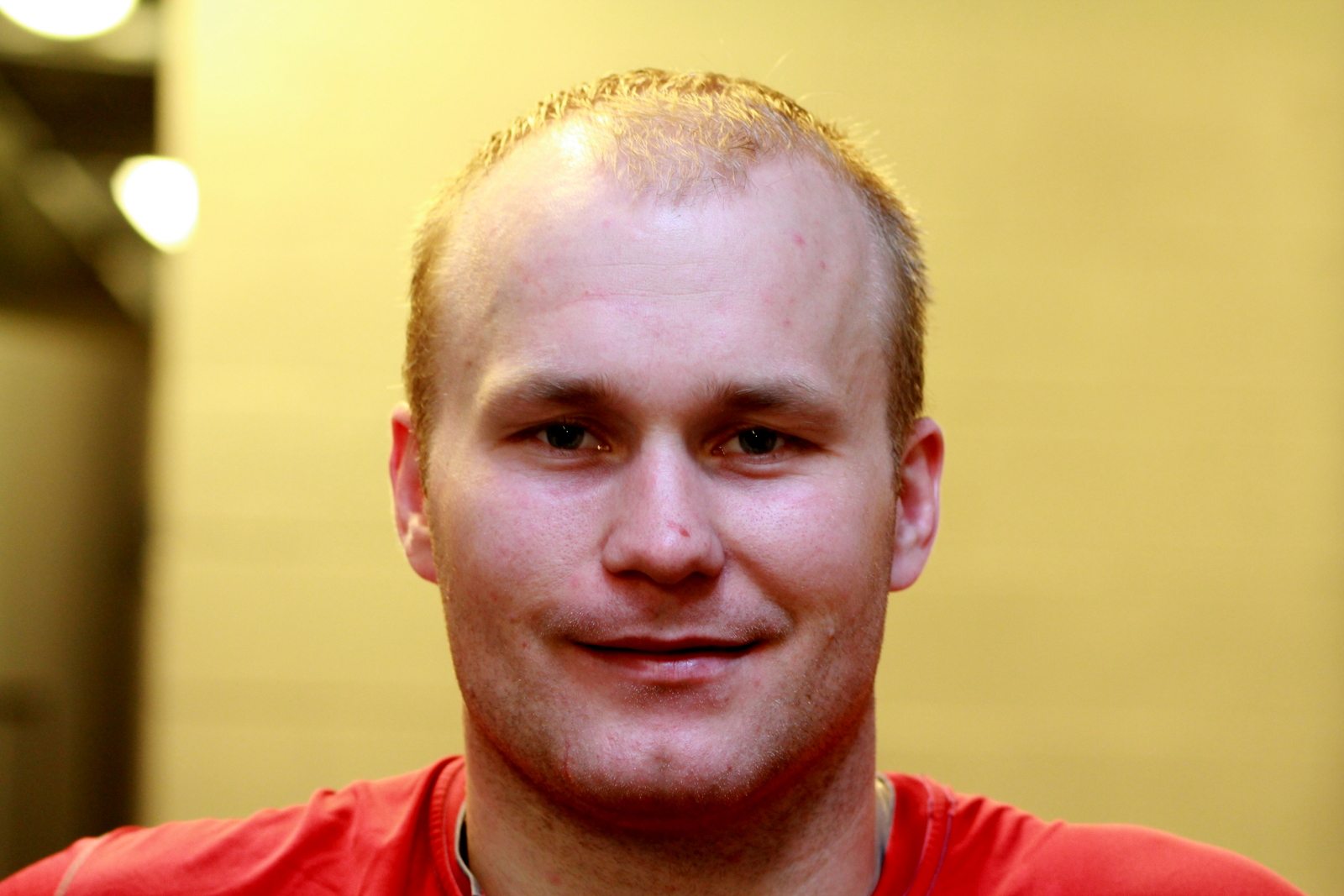
Patrick Thoresen fick Gullpucken 2009 och 2012.

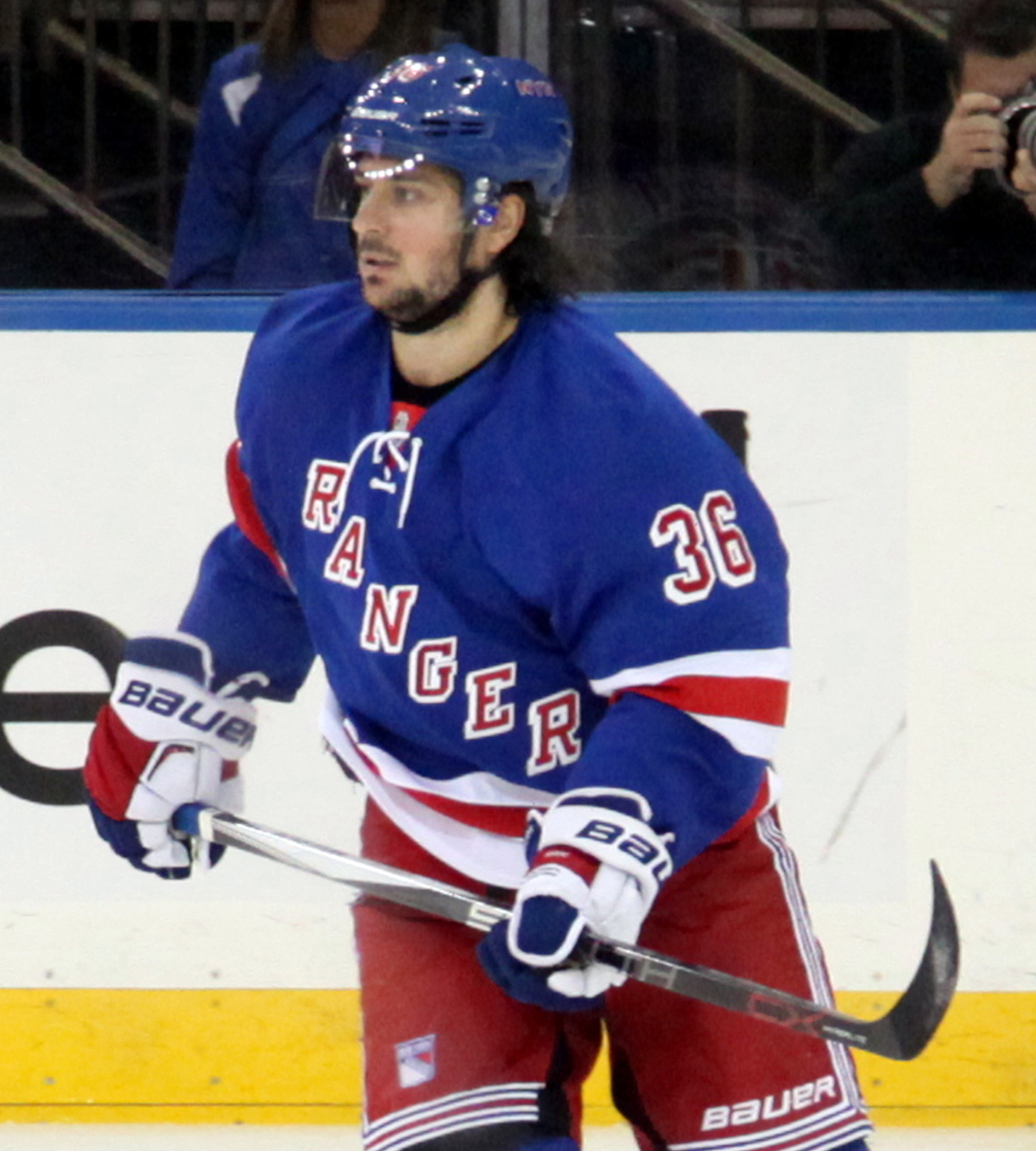
Mats Zuccarello Aasen fick Gullpucken 2010 och 2017.

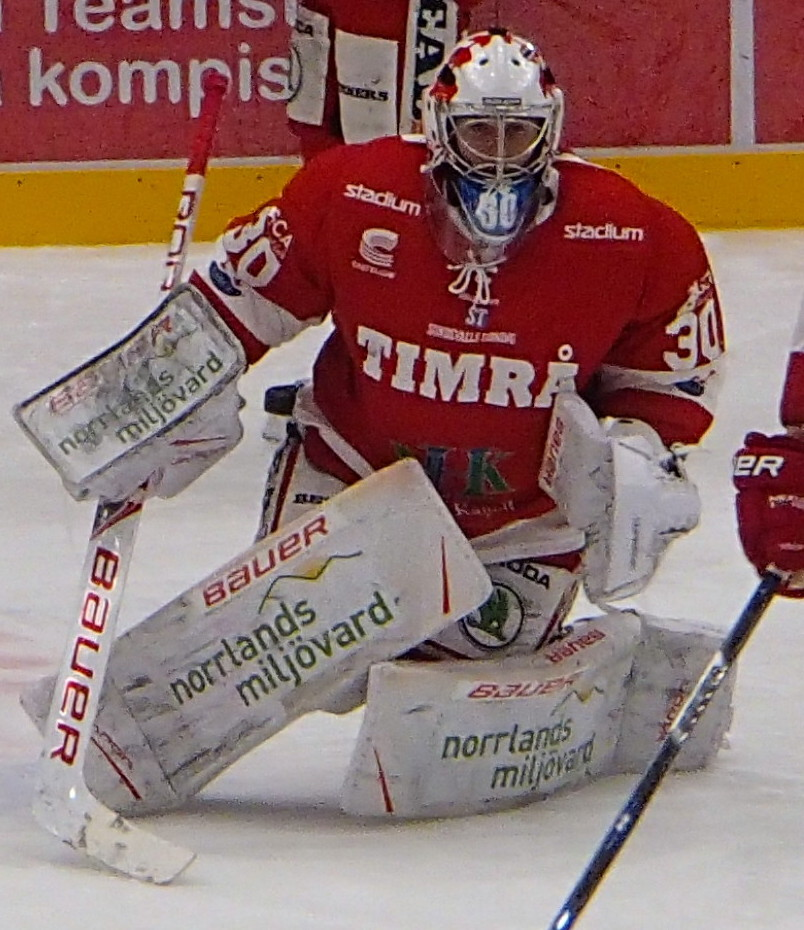
Henrik Haukeland fick Gullpucken 2020.

| År   | Namn                                 | Levnadsår                            | Klubb                                | Ref.                                 |
| ---- | ------------------------------------ | ------------------------------------ | ------------------------------------ | ------------------------------------ |
| 1959 | Leif Solheim                         | 1932–                                | Furuset                              |                                      |
| 1960 | Tor Gundersen                        | 1935–2012                            | Vålerenga                            |                                      |
| 1961 | Egil Bjerklund                       | 1933–                                | Hasle/Løren                          |                                      |
| 1961 | Knut Nygård                          | 1933–                                | Skeid                                |                                      |
| 1962 | Roar Bakke                           | 1927–1989                            | Gamlebyen/Forward                    |                                      |
| 1963 | Einar Bruno Larsen                   | 1939–                                | Vålerenga                            |                                      |
| 1964 | Chr. Petersen                        | 1937–2009                            | Gamlebyen/Forward                    |                                      |
| 1965 | Thor Martinsen                       | 1945–                                | Skeid                                |                                      |
| 1966 | Per Skjerwen Olsen                   | 1939–                                | Vålerenga                            |                                      |
| 1967 | Jan Erik Solberg                     |                                      | Jar                                  |                                      |
| 1968 | Olav Dalsøren                        | 1939–                                | Ishockeyklubben Tigrene              |                                      |
| 1969 | Georg Smefjell                       | 1937–2015                            | Ishockeyklubben Tigrene              |                                      |
| 1970 | Steinar Bjølbakk                     | 1946–                                | Ljan                                 |                                      |
| 1971 | Terje Thoen                          | 1944–2008                            | Hasle/Løren                          |                                      |
| 1972 | Steinar Bjølbakk                     | 1946–                                | Ljan/Lambertseter                    |                                      |
| 1973 | Arne Mikkelsen                       | 1944–                                | Vålerenga                            |                                      |
| 1974 | Jan Kinder                           | 1944–2013                            | Hasle/Løren                          |                                      |
| 1975 | Morten Johansen                      | 1952–                                | Frisk Asker                          |                                      |
| 1976 | Svein Pedersen                       |                                      | Hasle/Løren                          |                                      |
| 1977 | Jørn Goldstein                       | 1953–                                | Manglerud/Star                       |                                      |
| 1978 | Roar Øfstedal                        |                                      | Manglerud/Star                       |                                      |
| 1979 | Morten Sethereng                     | 1953–                                | Frisk Asker                          |                                      |
| 1980 | Geir Myhre                           | 1954–2016                            | Hasle/Løren                          |                                      |
| 1981 | Bjørn Skaare                         | 1958–1989                            | Furuset                              |                                      |
| 1982 | Geir Myhre                           | 1954–2016                            | Sparta Sarpsborg                     |                                      |
| 1983 | Trond Abrahamsen                     | 1960–                                | Manglerud/Star                       |                                      |
| 1984 | Øivind Løsåmoen                      | 1957–                                | Storhamar                            |                                      |
| 1985 | Erik Kristiansen                     | 1961–                                | Storhamar                            |                                      |
| 1986 | Ørjan Løvdal                         | 1962–                                | Stjernen                             |                                      |
| 1987 | Ørjan Løvdal                         | 1962–                                | Stjernen                             |                                      |
| 1988 | Petter Salsten                       | 1965–                                | Furuset                              |                                      |
| 1989 | Jim Marthinsen                       | 1956–                                | Trondheim                            |                                      |
| 1990 | Stephen Foyn                         | 1959–                                | Sparta Sarpsborg                     |                                      |
| 1991 | Geir Hoff                            | 1965–                                | Furuset                              |                                      |
| 1992 | Jon Magne Karlstad                   | 1958–                                | Vålerenga                            |                                      |
| 1993 | Jim Marthinsen                       | 1956–                                | Vålerenga                            |                                      |
| 1994 | Espen Knutsen                        | 1972–                                | Vålerenga                            |                                      |
| 1995 | Trond Magnussen                      | 1973–                                | Lillehammer                          |                                      |
| 1996 | Ole Eskild Dahlstrøm                 | 1970–                                | Storhamar                            |                                      |
| 1997 | Petter Salsten                       | 1965–                                | Storhamar                            |                                      |
| 1998 | Morten Finstad                       | 1967–                                | Stjernen                             |                                      |
| 1999 | Svein Enok Nørstebø                  | 1972–                                | Trondheim                            |                                      |
| 2000 | Pål Johnsen                          | 1976–                                | Storhamar                            |                                      |
| 2001 | Inget pris delades ut under säsongen | Inget pris delades ut under säsongen | Inget pris delades ut under säsongen | Inget pris delades ut under säsongen |
| 2002 | Mats Trygg                           | 1976–                                | Färjestad                            |                                      |
| 2003 | Tommy Jakobsen                       | 1970–                                | Düsseldorf                           |                                      |
| 2004 | Inget pris delades ut under säsongen | Inget pris delades ut under säsongen | Inget pris delades ut under säsongen | Inget pris delades ut under säsongen |
| 2005 | Tommy Jakobsen                       | 1970–                                | Düsseldorf                           |                                      |
| 2006 | Tore Vikingstad                      | 1975–                                | Düsseldorf                           |                                      |
| 2007 | Anders Bastiansen                    | 1980–                                | Mora                                 |                                      |
| 2008 | Mats Trygg                           | 1976–                                | Kölner Haie                          |                                      |
| 2009 | Patrick Thoresen                     | 1983–                                | Lugano                               |                                      |
| 2010 | Mats Zuccarello Aasen                | 1987–                                | MoDo                                 | [ 2 ]                                |
| 2011 | Anders Bastiansen                    | 1980–                                | Färjestad                            |                                      |
| 2012 | Patrick Thoresen                     | 1983–                                | SKA St. Petersburg                   |                                      |
| 2013 | Lars Haugen                          | 1987–                                | Dinamo Minsk                         | [ 3 ]                                |
| 2014 | Jonas Holøs                          | 1987–                                | Lokomotiv Jaroslavl                  | [ 1 ]                                |
| 2015 | Mathis Olimb                         | 1986–                                | Frölunda                             | [ 4 ]                                |
| 2016 | Mats Zuccarello Aasen                | 1987-                                | New York Rangers                     |                                      |
| 2017 | Mats Zuccarello Aasen                | 1987-                                | New York Rangers                     | [ 5 ]                                |
| 2018 | Ken André Olimb                      | 1989-                                | Linköping                            |                                      |
| 2019 | Tobias Lindström                     | 1988-                                | Vålerenga                            | [ 6 ]                                |
| 2020 | Henrik Haukeland                     | 1994-                                | KooKoo                               | [ 7 ]                                |
| 2021 | Erlend Lesund                        | 1994-                                | Rögle BK                             | [ 8 ]                                |